# Epirrhoe vivida
Epirrhoe vivida är en fjärilsart som beskrevs av Barnes och Mcdunnough 1917. Epirrhoe vivida ingår i släktet Epirrhoe och familjen mätare. Inga underarter finns listade i Catalogue of Life.